# Patrimônio de marca
Patrimônio de marca ou aviamento (goodwill) é o conjunto de elementos não materiais ligados ao desenvolvimento de um negócio e pontos que valorizam a reputação de uma empresa. Embora o termo venha sendo utilizado desde o século XVI, é ainda controverso. O termo foi utilizado pela primeira vez na corte da Inglaterra, em decisões de disputa por terras, onde foi considerado na valorização do terreno um valor adicional pela sua localização. No entanto, o primeiro trabalho sistematizado relacionado foi produzido por Francis More, publicado em 1891 pela revista The accountant, na Escócia, onde foi abordada a questão da mensuração do goodwill. 

## Definição
O conceito de goodwill ainda é motivo de discussão pela sua subjetividade e dificuldade de mensuração. Segundo Hendriksen (1999) goodwill é um ativo intangível, assim como contas a receber, despesas antecipadas, aplicações financeiras e outras. No entanto, estas contas são facilmente identificadas, ao contrário do goodwill (aqui o autor utiliza o conceito de intangibilidade e não a nomenclatura contábil-legal das contas classificadas em "ativo intangível" do Balanço Patrimonial - ver art. 179, Lei 6.404/76). Segundo Pinho (1997), o goodwill é definido como sendo “fundo de comércio; bens intangíveis, tais como o bom relacionamento com os clientes, moral elevado dos empregados, bom conceito nos meios empresariais, boa localização”. Entretanto, o conceito de goodwill vai além do bom relacionamento comercial.
O goodwill pode ser definido como um lucro anormal, além do esperado, sendo que a dificuldade reside na mensuração do valor atual dos benefícios futuros esperados. Corroborando Martins (1973), este conceito aproxima-se do conceito econômico de ativo, no entanto o lucro contábil toma por base o custo como base de valor, que pela legislação atual não é corrigido pela variação do poder aquisitivo da moeda. No entanto, é uma forma de calcular o valor de uma empresa com seus ativos intangíveis. Há dois tipos de goodwill: o objetivo, que é a diferença positiva entre o valor de mercado líquido dos ativos e passivos e o custo de aquisição da parte líquida dos ativos e passivos pelo investidor; e o subjetivo, que é a diferença entre o valor presente dos fluxos futuros de caixa menos o valor de mercado dos ativos e passivos. Dessa forma, o goodwill não é o mesmo que capital intelectual; e muito menos a expressão, muito usada no Brasil, "Fundo de comércio" (porque essa também inclui alguns ativos tangíveis). O conceito mundialmente aceito, inclusive pelas normas IFRS, é a reputação de uma marca ou de uma empresa e sua capacidade de gerar lucros, que não está diretamente vinculada aos seus ativos.

## Reconhecimento
O SFAC nº 6 define ativos como benefícios econômicos futuros prováveis, obtidos ou controlados por cada entidade em consequência de transações ou eventos passados. De modo que, sendo possível a mensuração do valor econômico da empresa, ou seja, o valor que excede o seu valor patrimonial, este deveria ser reconhecido como um ativo, uma vez que este ativo será relevante na formação de benefícios econômicos futuros. Entretanto na contabilidade tradicional não é reconhecido como ativo a capacidade de inovação ou mesmo uma boa gestão administrativa.
Segundo Hendriksen (1999, p.390) o goodwill pode ser reconhecido a qualquer momento, reavaliando o patrimônio líquido a valor de mercado. Contudo, Hendriksen conclui que qual seria o benefício deste reconhecimento para a empresa, uma vez que os fatores que formam o goodwill são exógenos. No entanto, se for possível mensurar o valor dos benefícios futuros prováveis por que não reconhecer.
Hendriksen afirma que ao vender uma empresa não há criação do goodwill, este apenas vem à tona. Corroborando com esta afirmação observa-se que quando uma empresa abre o capital, o valor da ação negociado no mercado de capitais excede o valor patrimonial, uma vez que o investidor tem a perspectiva que o retorno dos fluxos de caixa futuros excederão o valor investido. A perspectiva positiva do investidor demonstra confiança nos benefícios futuros que serão gerados pelos ativos da empresa.
Segundo Hoog (2007, p,55), o termo goodwill tem o mesmo sentido de aviamento dado pelo código civil de 2002 e do fundo de comércio - Lei 6404/76. Porém, a definição "fundo de comércio" é errada.

## Mensuração
Uma das características do goodwill é a inseparabilidade, ou seja, não é possível separá-lo da empresa, ou mesmo identificá-lo em uma máquina, ou em um imóvel, pois assim já deixaria de sê-lo. O goodwill é gerado pela sinergia dos ativos. Outra característica que cabe bem a este é quanto a incerteza na geração dos futuros benefícios prováveis; e uma última característica é a impossibilidade do uso alternativo.
Hendriksen apresenta três enfoques para mensuração do goodwill:
1. Mensuração das atitudes favoráveis em relação à empresa;
Este enfoque diz respeito à valoração do comportamento intangível da empresa, ou seja, está relacionado com a boa administração, o bom relacionamento com os clientes, fornecedores, funcionários e comunidade , bem como a vantagens negociais, localização favorável ao negócio. Pode-se verificar que estes atributos não estão relacionados a um ativo em particular, mas a empresa como um todo.
2. Valor presente da diferença positiva entre o lucro futuro esperado e o retorno considerado normal sobre o investimento total, não incluindo o goodwill;
Este enfoque diz respeito ao valor presente dos superlucros. O goodwill neste caso é mensurado pelo valor presente das expectativas de lucros futuros em excesso.
3. E por meio da diferença entre o valor total da empresa e as avaliações de seus ativos líquidos tangíveis e intangíveis individuais.
Neste enfoque todos os ativos, tangíveis e intangíveis são identificados e avaliados individualmente. Após a identificação de todos os ativos, se mesmo assim sobrar algum valor residual este será o goodwill, que não é alocado a nenhum ativo específico, mas que abarca a empresa como um todo.

## Tratamento contábil sob as óticas brasileira, norte-americana e internacionais
DEFINIÇÃO E MENSURAÇÃO: De acordo com as normas brasileiras o goodwill é denominado de "super lucro por expectativa de rentabilidade futura", que é o valor da diferença entre o valor pago e o valor de mercado, enquanto que sob a ótica das normas internacionais e norte-americanas, o goodwill é a diferença entre o valor pago e o valor justo dos ativos líquidos adquiridos, ou seja, é realizado o cotejamento dos ativos líquidos, procurando alocar o valor pago aos ativos. O valor residual, ou o valor não alocado a nenhum ativo é chamado de goodwill. A sua mensuração, e calculo de recuperabilidade se dá pelo método holístico (Hoog, 2007).
FUNDAMENTOS ECONÔMICOS: Pelas normas norte-americanas e internacionais, o goodwill é fundamentado unicamente na expectativa de um "super lucro futuro", enquanto no Brasil é fundamentado da seguinte forma:
- Diferença entre o valor de mercado dos ativos e passivos da investida e o seu valor contábil;
- Expectativa de um super lucro futuro;
- Direitos de exploração, concessão ou permissão delegada pelo poder público.

EVIDENCIAÇÃO: No Brasil, o valor do super lucro deve ser registrado em conta contábil separada da conta do investimento. Entretanto, nas demonstrações contábeis consolidadas, o ágio com a expectativa de lucros futuros deve ser evidenciado no grupo de investimentos, enquanto que o ágio fundamentado em diferença de valor de mercado deve ser ajustado nos ativos e passivos que lhe deram origem. De acordo com as normas internacionais e norte-americanas, o registro da aquisição é demonstrado nas demonstrações individuais da investidora pelo valor pago, sem que haja a segregação do goodwill. Contudo, nas demonstrações consolidadas, o goodwill deve ser evidenciado no grupo de intangíveis.
AMORTIZAÇÃO: No Brasil, a amortização do ágio era realizada de acordo com o fundamento que deu origem ao valor (abaixo detalhado). Atualmente, o novo padrão contábil brasileiro é baseado no padrão IFRS (International Financial Reporting Standards), que vigora a partir do exercício findo em 31 de dezembro de 2010. Por este padrão, de acordo com o IFRS 3 (R), o ágio deve ser apurado como a diferença entre o valor pago (ou considerações a pagar) e o valor justo de ativos e passivos assumidos da empresa adquirida. O ágio apurado não será amortizado e deverá ser testado anualmente por impairment test.
Antes, a amortização era feita assim:

- Quando o ágio for resultado da diferença entre o valor de mercado dos ativos líquidos da investida e o respectivo valor contábil, a amortização deverá ser realizada a medida que os ativos forem sendo realizados por depreciação, amortização, exaustão, baixa por alienação ou perecimento do investimento;
- Quando o ágio for fundamentado na expectativa de lucros futuros deve ser amortizado de acordo com a expectativa de benefícios futuros projetada, pela baixa por alienação ou perecimento, desde que não exceda o prazo máximo de 10 anos;
- Quando o ágio for decorrente de direitos de exploração, concessão ou permissão delegada pelo poder público, deve ser amortizado no período contratado ou estimado de uso, vigência ou perda da substância econômica, ou pela baixa por alienação ou perecimento do investimento;
- Caso não exista fundamento econômico para manutenção do valor do ágio, este deve ser baixado imediatamente no resultado do exercício, e evidenciado em nota explicativa.

De acordo com as normas norte-americanas e internacionais o goodwill não é mais amortizado, mas submetido ao teste de impairment, que consiste na verificação periódica da continuidade de geração de riqueza para os acionistas.
GOODWILL NEGATIVO: Segundo Hendriksen (1999), é difícil imaginar que exista goodwill com valor negativo: “Pois, se a empresa valesse em conjunto menos do que seus ativos separadamente, os proprietários anteriores certamente os teriam vendido separadamente.” No entanto, do mesmo modo que a empresa é capaz de gerar super-lucros a partir dos seus ativos, por ter bom relacionamento com os clientes, fornecedores, funcionários e comunidade, bem como capacidade de inovação, capital intelectual, é possível que a empresa não tenha nenhum destes atrativos, além disso, esteja localizada em lugar desfavorável ao negócio, não tenha uma boa administração ou mesmo por conseqüência de imperfeições no mercado. Sendo assim, os proprietários podem preferir vender a empresa por um valor abaixo do seu valor patrimonial, o que poderia ser por um lado uma compra vantajosa, e do outro uma venda forçada.
TRATAMENTO CONTÁBIL DO GOODWILL NEGATIVO PELAS NORMAS BRASILEIRAS, NORTE-AMERICANAS E INTERNACIONAIS: DEFINIÇÃO E MENSURAÇÃO: De acordo com as normas brasileiras, goodwill negativo é denominado de deságio, que é a diferença entre o valor pago e o valor contábil dos ativos da empresa adquirida.
Segundo as normas internacionais, o excesso do valor justo dos ativos sobre o valor pago, no caso onde seja caracterizada uma negociação de empresas como compra, esta diferença é denominada de goodwill negativo. As normas norte-americanas não conceituam goodwill negativo, mas, estabelece que quando o valor justo dos ativos identificáveis adquiridos é superior ao valor pago, esta diferença deve ser tratada como redução dos ativos não circulantes, caso persista a diferença, após zerar os ativos não circulantes, esta diferença será reconhecida como um ganho extraordinário.
FUNDAMENTOS ECONÔMICOS: No Brasil, o deságio deve ser fundamentado economicamente, da seguinte forma:
- Pela diferença de mercado dos ativos e passivos  e o seu real valor de mercado;
- Pela expectativa de lucros e prejuízos futuros.

Pelas normas internacionais, o goodwill negativo não é fundamentado. Nas normas norte americanas, a expressão "goodwill negativo" não é utilizada.
AMORTIZAÇÃO: Pelas normas brasileiras, a amortização era realizada com base no fundamento econômico que deu origem ao valor, abaixo descrito. Atualmente, o novo padrão contábil brasileiro é baseado no padrão IFRS (International Financial Reporting Standards), que vigora a partir do exercício findo em 31 de dezembro de 2010. Por este padrão, de acordo com o IFRS 3 (R), o ágio apurado é lançado na conta de intangíveis, não será amortizado e deverá ser testado anualmente por impairment test.
Antes, era feito assim (apenas para registro):
- Quando a diferença é proveniente do valor de mercado dos ativos líquidos, a amortização é realizada a medida que esses ativos forem sendo realizados por depreciação, amortização, exaustão, baixa por alienação ou perecimento dos bens ou do investimento;
- A expectativa de prejuízos futuros deve ser amortizada de acordo com a expectativa projetada,ou pela baixa por alienação ou perecimento do investimento, sendo que o prazo máximo não poderá exceder a dez anos;
- O deságio não deve ser amortizado, caso não esteja fundamentado em nenhuma das opções acima

Segundo as normas internacionais, o goodwill negativo deve ser reconhecido de imediato no resultado do exercício.
De acordo com as normas norte-americanas, o crédito diferido não é mais amortizado, o ajuste é realizado diretamente no resultado do exercício como um ganho extraordinário.